# Olaf Besser
Olaf Besser (* 22. April 1964 in Weißenfels) ist ein ehemaliger deutscher Fußballspieler im Angriff. Er spielte für die BSG Energie Cottbus in der DDR-Oberliga.

## Karriere
Besser spielte in seiner Jugend bei seinem Heimatverein BSG Chemie Weißwasser. Anschließend wechselte er 1982 zur BSG Lokomotive Halberstadt. 1985 ging es zur BSG Aktivist Schwarze Pumpe, wo er jedoch nur ein Jahr blieb. 1986 wurde Besser von der BSG Energie Cottbus verpflichtet. Sein erstes Spiel absolvierte er am 17. Spieltag der Oberliga-Saison 1986/87, danach war er für den Rest der Saison Stammspieler. Bis 1991 absolvierte er 104 Ligaspiele, darunter 82 in der DDR-Oberliga, und schoss sieben Tore. Während dieser Zeit gelang Besser nach dem Abstieg im Jahr 1987 der sofortige Wiederaufstieg. Danach blieb er mit Cottbus in der Oberliga, bis man 1991 abstieg. 1991 nahm Besser mit Cottbus am Intertoto-Cup teil, absolvierte alle sechs Spiele, belegte in der Gruppe 4 aber nur den letzten Platz. Anschließend wechselte er für die Saison 1991/92 zum 1. FC Union Berlin in die Oberliga Nordost, schoss 18 Tore in 38 Spielen und stieg nach Überstehen der Aufstiegsrelegation mit dem Verein auf. Anschließend wechselte Besser wieder zurück zu Energie Cottbus, wo er bis 1996 blieb. Er wurde in 127 Spielen eingesetzt und erzielte 26 Tore, wobei man aber nur noch in der Oberliga bzw. Regionalliga spielte. 1996 ging Besser für drei Jahre zur SG Blau-Gelb Laubsdorf. Von 1999 bis 2006 wirkte er als Spielertrainer bei Schwarz-Weiß Haasow.
Bei der Wahl zum Energie-Fußballer des Jahres erreichte Besser 1987 den dritten, 1993 den zweiten und 1994 den ersten Platz.

## Leben
Nach seiner Karriere als Profifußballer arbeitet Besser in einer Sparkasse in Cottbus und spielt nebenbei in der Senioren-Betriebssportliga.